# Семёнов, Виктор Александрович (генерал, Российская империя)
Виктор Александрович Семёнов (1856—?) — военный, генерал-майор русской императорской армии.

## Биография
Родился 8 октября 1856 года в православной семье.
Первоначальное образование в Киевской военной гимназии, затем окончил Чугуевское пехотное юнкерское училище. Звание прапорщика было присвоено 13 февраля 1876 года.
Участник русско-турецкой войны 1877—1878 годов. Подпоручик с 1877 года, поручик с 1879 года, штабс-капитан с 1886 года. После окончания Николаевской академии Генерального штаба (по 2-му разряду), получил чин капитана (1890) и в течение девяти лет командовал ротой. Подполковник с 26 февраля 1894 года, полковник с апреля 1900 года. По январь 1901 года — командир Читинского резервного батальона, затем — командир 231-го Котельнического резервного батальона. С июля 1903 года командовал 131-м Тираспольским пехотным полком.
Был уволен в отставку с мундиром и пенсией с производством в генерал-майоры 3 октября 1906 года. С началом Первой мировой войны был возвращен на военную службу и с апреля 1915 года был начальником 84-й бригады государственного ополчения. Снят с этой должности 28 ноября 1916 года и уволен от службы за болезнью 9 февраля 1917 года.
Дальнейшая судьба неизвестна.
Был женат, имел семерых детей.

## Награды
Был награждён орденами Св. Станислава 3-й степени (1893) и 1-й степени (1916), Св. Владимира 4-й степени с бантом (1901), Св. Анны 3-й степени (1896), 2-й степени (1901) и 1-й степени (1916).